# Temsa
Temsa Global A.Ş. — турецкая фирма из Стамбула, производит автобусы универсального назначения, оснащённые агрегатами разных иностранных компаний. Temsa является членом турецкого промышленного концерна Sabancı и располагает современным сборочным заводом в городе Адана площадью 400 тыс. м², способным ежегодно изготовлять до 3 тыс. автобусов разных классов.
Основной продукцией является компактный многоцелевой автобус Temsa LB26 длиной чуть более 7 м с 28 сиденьями общей вместимостью 42 человека. На его стальной лонжеронной раме спереди смонтирован 4-цилиндровый дизельный двигатель MAN (4580 см3, 156 л. с.) с турбонаддувом и промежуточным охлаждением и механическая 5-ступенчатая коробка передач. На автобусе установлены передняя подвеска на параболических рессорах и задняя пневматическая, рулевой механизм с гидроусилителем, электромагнитный тормоз-замедлитель. Автобус развивает максимальную скорость 130 км/ч.

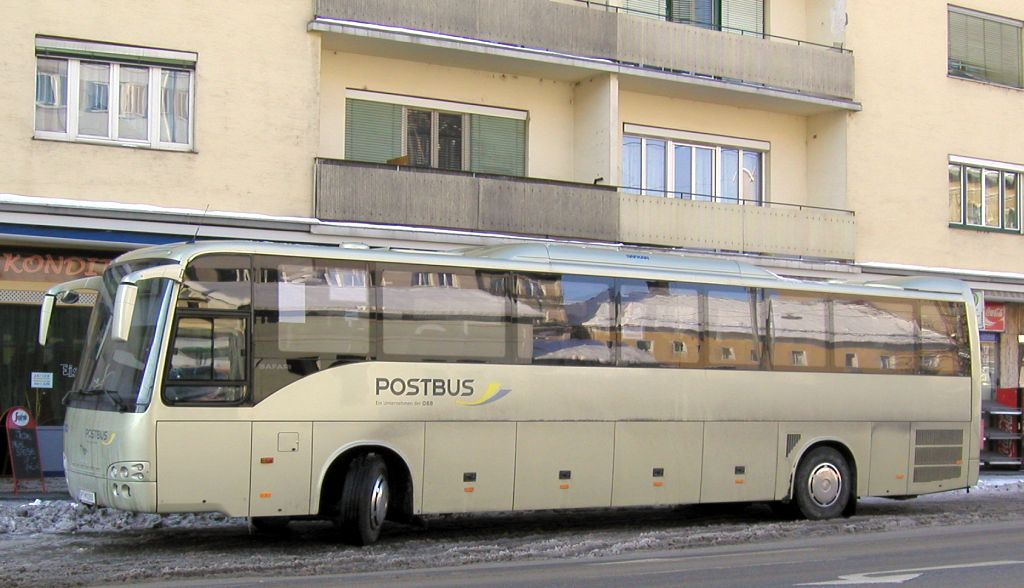
Temsa

Второй вариант Safir MS827 представляет собой 12-метровый туристский автобус на 46 пассажиров. В его основе лежит лицензия фирмы Mitsubishi на модель Aero Midi с цельнометаллическим кузовом на лонжеронном основании. От него турецкий автобус получил в наследство не только современную аэродинамичную внешность, но и необычный для Европы 6-цилиндровый дизель рабочим объёмом 11945 см3, оснащённый турбонаддувом и развивающий мощность 350 л. с. Автобус укомплектован механической 6-ступенчатой коробкой передач, главной гипоидной передачей, пневматической подвеской всех колёс, гидравлическим тормозом-замедлителем. Скорость автобуса полной массой 18 т достигает 135 км/ч.
- Продукция компании Temsa подразделяется на автобусы для турецкого рынка и более современные машины для экспорта в развитые страны. К первой группе относятся достаточно простые автобусы Prestij малого класса (экспортное название — Samba), многоместные 12-метровые пригородные Maraton и туристские Prenses и Safir. Установленные на них силовые агрегаты мощностью до 350 л. с. соответствуют нормам Euro-2. На европейский рынок рассчитана гамма многоместных автобусов, базирующихся на шасси упомянутых выше моделей, оснащённых агрегатами производства компаний MAN, Volvo или DAF, а также более комфортным интерьером.

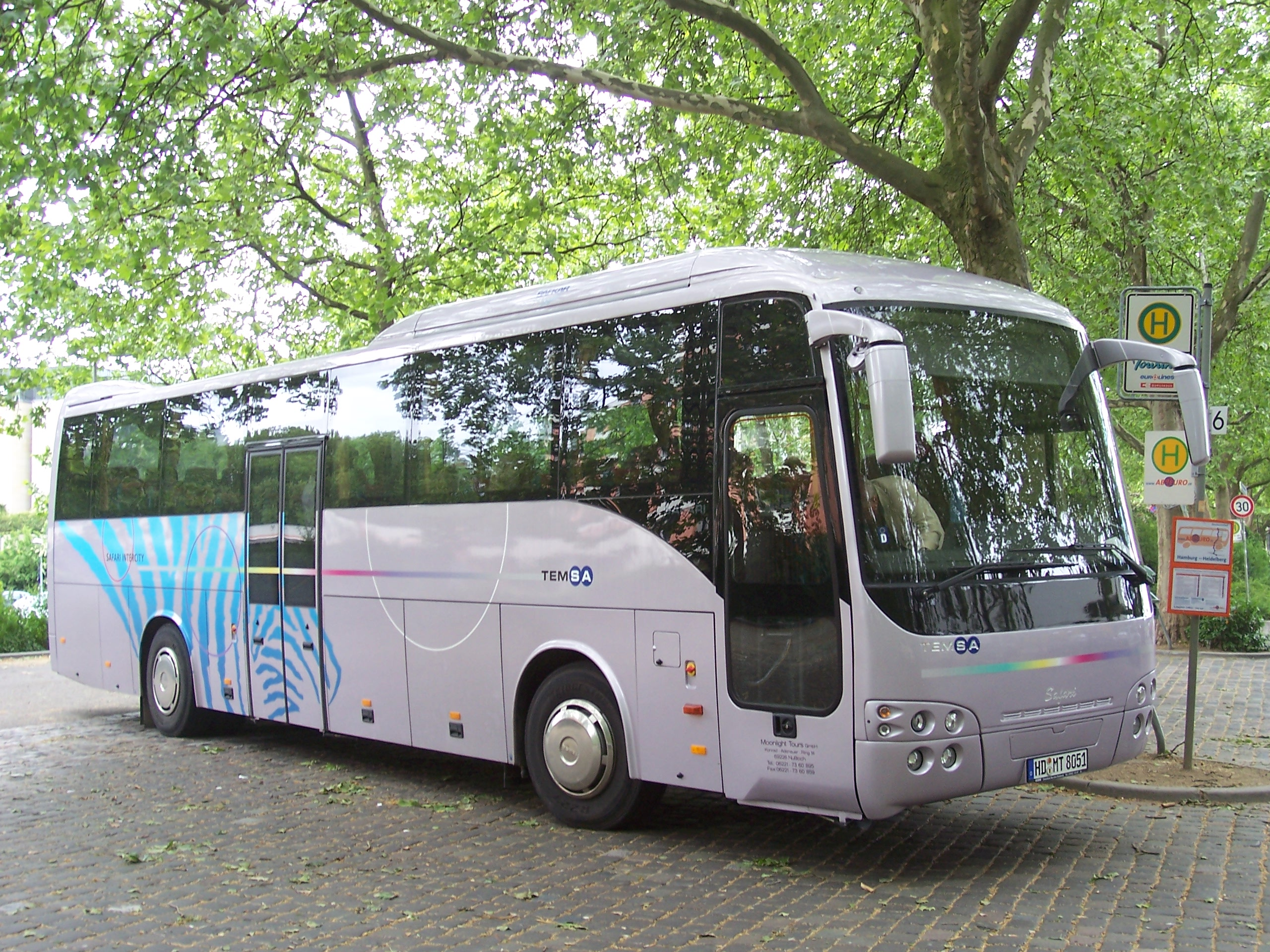
Temsa Safari

- Основу европейской гаммы составляют туристские и пригородные машины Safari, выпускающиеся с 1999 г. по лицензии компании Mitsubishi и унифицированные с серией Prenses/Safir.С 2001 г. Safari предлагается в трёх вариантах длины — 10,7, 12,0 и 12,8 м, что позволяет предложить покупателям достаточно комфортные салоны на 51-63 места. В базовом исполнении автобусы оснащаются 12-литровым дизельным двигателем MAN D2866 с турбонаддувом мощностью 360 л. с., удовлетворяющим нормам Euro-3, механической синхронизированной 6-ступенчатой коробкой передач, передней независимой подвеской, задним неразрезным мостом MAN, пневматической подвеской и всеми дисковыми тормозами. Их максимальная скорость 125—137 км/ч.
- В 2003 г. Temsa представила ещё две новинки для европейского рынка.

Первая машина — компактный и комфортный автобус Opal для ближнего туризма длиной 7,6 м с высоким расположением салона с 33 местами для сидения. В задней части кузова размещается 4-цилиндровый дизель MAN D0834 в 180 л. с., работающий с механической 6-ступенчатой коробкой передач. Особенностями машины являются комбинированная подвеска на параболических рессорах и пневмобаллонах, оцинкованные детали несущей рамы и нижней части кузова, а также достаточно большой для автобусов такого класса 5-кубовый багажник. Для Турции предлагается удлинённый 35-местный вариант Opal-35.
- Вторая новинка — 14-метровый туристский автобус Diamond (6x2) высшего класса с полукруглой полностью остеклённой передней частью кузова, высоко расположенным салоном на 52-63 места и установленным в нижней части переднего свеса рабочим местом водителя.

Машина комплектуется рядным 6-цилиндровым двигателем MAN D2876 заднего расположения мощностью 460 л. с., механической 8-ступенчатой коробкой передач ZF с встроенным замедлителем и передней независимой подвеской.